# Левашово (Ардатовський район)
Левашово (рос. Левашово) — село в Росії у складі Ардатовського району Нижньогородської області. Входить до складу Личадеєвської сільської ради.

## Географія
Село розташоване за 17 км на північний захід від районного центру — Ардатова, на правому березі річки Нуча. З'єднується ґрунтовими дорогами на північному сході з селом Голяткін (2 км), на південному заході з Виползово (2 км).

## Населення
| 1999 | 2002 | 2010 |
| ---- | ---- | ---- |
| 49   | ↘33  | ↘16  |

## Особистості
В селі народився Гришин Сергій Іванович (1914—1995) — український графік.